# Magnesi dihydride
Magnesi hydride là hợp chất hóa học có thành phần chính gồm hai nguyên tố là magiê và hydro, với công thức hóa học được quy định là MgH2, làm cho hợp chất này là một hợp chất hydride của kim loại nhóm đất kiềm. Nó chứa 7,66% trọng lượng hydro và đã được nghiên cứu như là một phương tiện tiềm năng để lưu trữ hydro.

## Khả năng sử dụng để lưu trữ hydro
Hợp chất này có tiềm năng đóng vai trò là một kho lưu trữ có tính thuận nghịch với kích cỡ trung bình cho hydro. Chính ứng dụng này đã dẫn đến sự quan tâm đến việc cải thiện quá trình phản ứng hydro hóa và khử hydro hóa. Điều này có thể đạt được một phần bằng doping hoặc bằng cách giảm kích thước hạt bằng cách sử dụng máy nghiền bi. Một cách tiếp cận khác được điều tra là sản xuất một bùn bơm MgH2 dễ dàng để xử lý và giải phóng H2 bằng phản ứng với nước, với việc tái xử lý Mg(OH)2 thành MgH2. Một ứng dụng (chưa được kiểm tra) cho một bằng sáng chế Hoa Kỳ (US 2010/0163434 A1)  đã được thực hiện đối với hệ thống lưu trữ năng lượng hydro sử dụng kích thích laser để giúp giải phóng khí hydro từ magnesi hydride.